# Ђовани Брунеро
Ђовани Брунеро (итал. Giovanni Brunero; 4. октобар 1895 — 23. новембар 1934) бивши је италијански професионални бициклиста. Брунеро је троструки побједник Ђиро д’Италије. На листи Данијела Мерцалека најбољих бициклиста свих времена заузима 66 мјесто.

## Каријера
Брунеро је каријеру почео 1919. у италијанском тиму Лењано. Након успјешне прве сезоне, када је освојио национално првенство за аматере, почео је професионалну каријеру. 1920. је освојио Ђиро дела Емилија трку и друго мјесто на Ђиро ди Ломбардији. Милано—Санремо је завршио на петом мјесту.
1921. остварио је највећи успјех, освојио је Ђиро д’Италију, уз једну етапну побједу. Након Ђира, освојио је друго мјесто на националном првенству, на Милано—Санрему и на Милано—Торино трци. 1922. освојио је Ђиро д’Италију по други пут, уз двије етапне побједе, а затим је освојио и другу велику трку у Италији, Милано—Санремо. Национално првенство је завршио на трећем мјесту. 1923. је освојио Ђиро дела Ромања трку, друго мјесто на националном првенству и, у финишу сезоне, освојио је Ђиро ди Ломбардију.
1924. је учествовао по први пут на Тур де Франсу, побиједио је на десетој етапи, дугој 275 километара, воженој од Нице до Бријажона. У финишу сезоне, освојио је по други пут Ђиро ди Ломбардију. 1925. се вратио на Ђиро д’Италију и завршио је на трећем мјесту, уз једну етапну побједу. На Милано—Санрему освојио је друго мјесто.
1926. освојио је Ђиро д’Италију по трећи пут, уз једну етапну побједу. На националном првенству освојио је треће мјесто, док је на Ђиру Пијемонта освојио друго мјесто. 1927. је освојио друго мјесто на Ђиро д’Италији, уз једну етапну побједу. На крају сезоне освојио је треће мјесто на Ђиро дела Тоскана трци. 1928. освојио је треће мјесто на Милано—Санрему.
Каријеру је завршио 1929. године.